# Anser canagicus
L'oca imperatrice (Anser canagicus (Sevastianov, 1802)) è un uccello della famiglia Anatidae.

## Descrizione

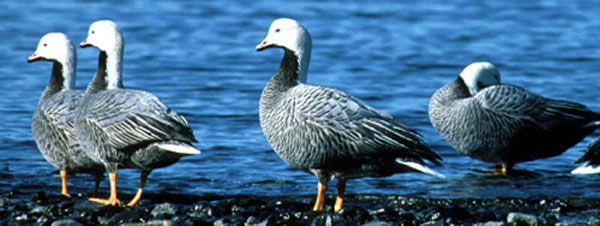

Quest'oca ha il corpo grigio scuro, barrato leggermente con delle strisce sottili, e la testa e la parte posteriore del collo bianchi, spesso macchiati di arancio dalle acque ricche di ferro. Diversamente dal tipo blu dell'oca delle nevi, il bianco non si estende sul davanti del collo. I sessi sono simili, ma gli immaturi hanno la testa dello stesso colore del corpo.

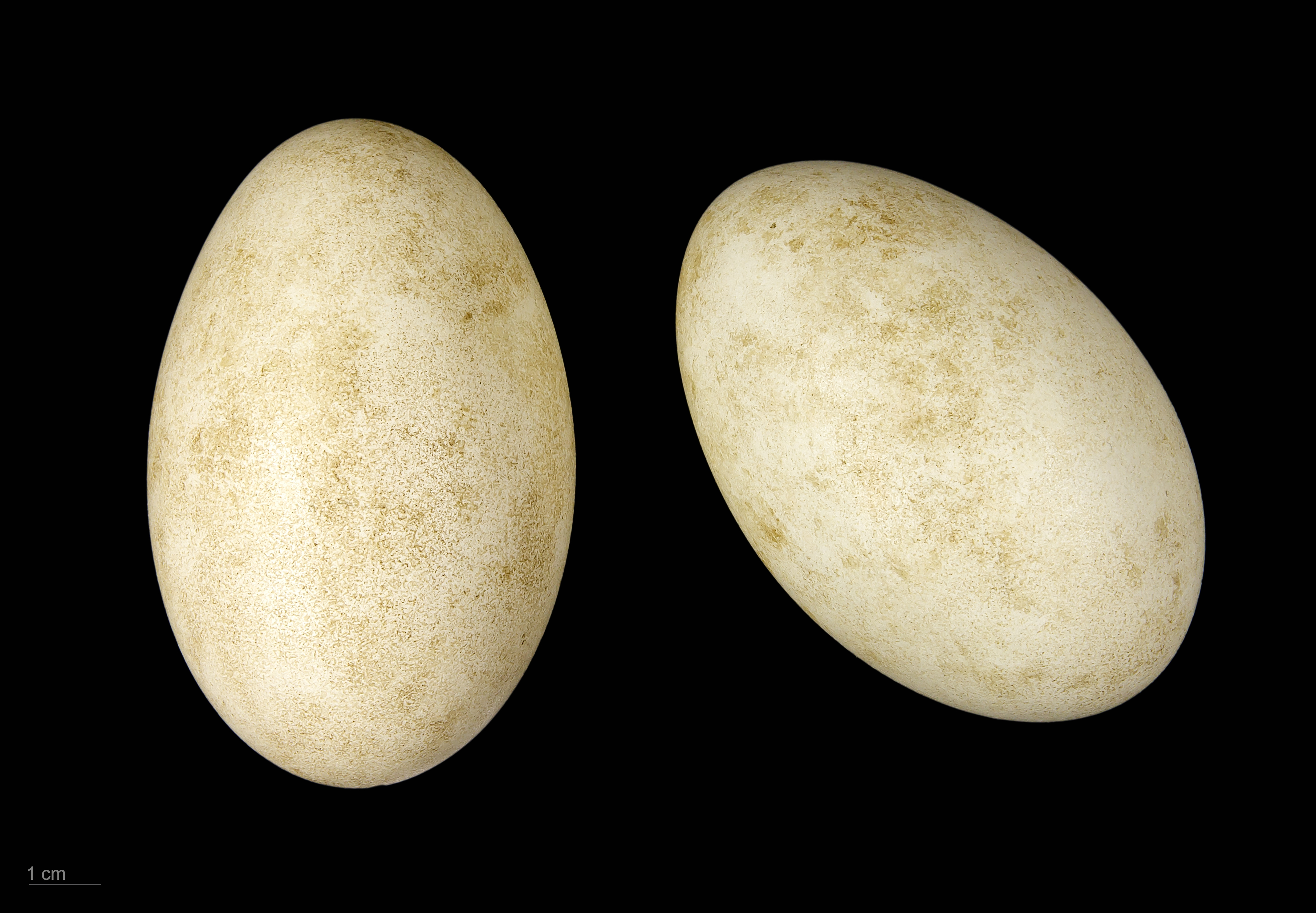
Anser canagicus

## Biologia
Questa specie è molto meno gregaria della maggior parte delle oche, vivendo solitamente in gruppi familiari. Nidifica sulla tundra costiera, deponendo 3-7 uova in un nido sul terreno.
Gli uccelli nidificanti compiono la muta nei pressi delle colonie di nidificazione, ma gli esemplari che non nidificano si spostano sull'isola di San Lorenzo per cambiare piumaggio prima della migrazione principale verso le coste rocciose dei terreni di svernamento.
Il nutrimento di quest'oca è costituito soprattutto dalle erbe della linea di costa e da altre piante costiere.

## Distribuzione e habitat
Nidifica attorno allo stretto di Bering, soprattutto in Alaska, USA, ma anche in Kamčatka, Russia. È migratrice e sverna soprattutto nelle isole Aleutine.